# 2025년 6월 죽음
다음은 2025년 6월에 사망한 저명한 인물 목록이다.
- 6월 1일 - 미국의 영화배우 조너선 조스
- 6월 2일
  - 중화인민공화국의 군인 쉬치량
  - 프랑스의 역사가 피에르 노라
- 6월 3일 - 일본의 야구인 나가시마 시게오
- 6월 4일
  - 이탈리아의 영화배우 엔초 스타이올라
  - 대한민국의 기업인 허남각
- 6월 5일
  - 잠비아의 제6대 대통령 에드거 룽구
  - 미국의 개신교신학자 월터 브루그만
- 6월 9일
  - 대한민국의 정치인 노태극
  - 미국의 음악가 슬라이 스톤
  - 영국의 소설가 프레더릭 포사이스
- 6월 10일
  - 대한민국의 작가 김민지
  - 미국의 영화배우 해리스 율린
  - 태국의 제49대 총리 수찐다 끄라쁘라윤
- 6월 11일 - 미국의 음악가 브라이언 윌슨
- 6월 14일
  - 미국의 정치인 멜리사 호트먼
  - 니카라과의 제55대 대통령 비올레타 차모로
- 6월 17일
  - 대한민국의 시인 민영
  - 프랑스의 축구인 베르나르 라콩브
  - 오스트리아의 피아니스트 알프레트 브렌델
- 6월 18일 - 미국의 싱어송라이터 루 크리스티
- 6월 19일
  - 미국의 영화배우 게일라드 사테인
  - 미국의 영화배우 린 해밀턴
  - 대한민국의 통일운동가 오인동
- 6월 20일
  - 핀란드의 창던지기선수 파울리 네발라
  - 코스타리카의 제34대 영부인 마리타 카마초 키로스
  - 대한민국의 배우 이서이
  - 미국의 정치인 블레이크 패런솔드
- 6월 21일
  - 캐나다의 정치인 존 맥칼럼
  - 대한민국의 정치인 이정무
  - 러시아의 영화배우 발렌티나 탈리지나
- 6월 22일 - 이탈리아의 조각가 아르날도 포모도로
- 6월 23일 - 이탈리아의 영화배우 레아 마사리
- 6월 24일 - 대한민국의 정치인 유성엽
- 6월 25일
  - 일본의 축구인 모리시타 히토시
  - 미국의 야구인 밥 헤프너
- 6월 26일
  - 미국의 영화배우 릭 허스트
  - 미국의 언론인 빌 모이어스
  - 아르헨티나의 음악가 랄로 시프린
- 6월 28일
  - 미국의 조교사 D. 웨인 루커스
  - 미국의 야구선수 데이브 파커
  - 대한민국의 기업인 최준명
- 6월 29일 - 대한민국의 역사학자 윤내현
- 6월 30일 - 루마니아의 레슬링선수 이온 체르네아